# Terence Parkin
Terence Michael Parkin (ur. 12 kwietnia 1980 w Bulawayo w Zimbabwe) – południowoafrykański głuchoniemy pływak, specjalizujący się w stylu klasycznym, dwukrotny uczestnik letnich igrzysk olimpijskich (Sydney 2000, Ateny 2004), srebrny medalista olimpijski z 2000 r. na dystansie 200 metrów stylem klasycznym.
Terence Parkin jest multimedalistą igrzysk sportowców głuchoniemych, w latach 1997–2009 na różnych dystansach zdobył 32 medale, w tym 29 złotych. W latach 1997, 2000, 2001 i 2009 czterokrotnie został uhonorowany tytułem Sportowca Roku (ang. Sportsman of the Year Award Winner). Jest również wielokrotnym rekordzistą świata na długim oraz krótkim basenie.

## Sukcesy sportowe
| Rok  | Miasto     | Zawody                                | Konkurencja                                   | Wynik                    |
| ---- | ---------- | ------------------------------------- | --------------------------------------------- | ------------------------ |
| 2000 | Sydney     | letnie igrzyska olimpijskie           | 200 m stylem klasycznym 400 m stylem zmiennym | srebrny medal 5. miejsce |
| 2000 | Ateny      | mistrzostwa świata na krótkim basenie | 200 m stylem klasycznym 400 m stylem zmiennym | srebrny medal            |
| 2001 | Brisbane   | igrzyska Dobrej Woli                  | 200 m stylem klasycznym                       | złoty medal              |
| 2002 | Manchester | igrzyska Wspólnoty Narodów            | 200 m stylem klasycznym                       | srebrny medal            |